# Inventory of Gardens and Designed Landscapes in Scotland

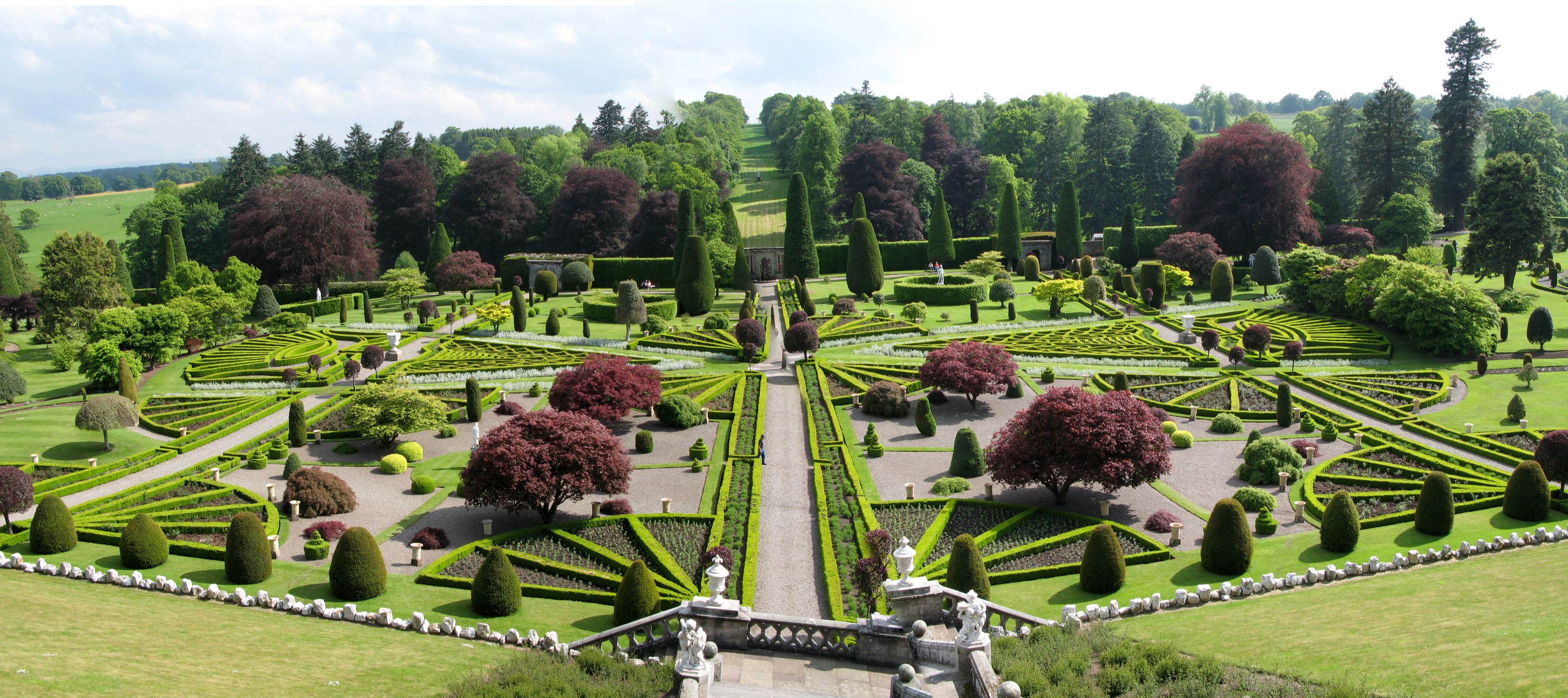
Schlosspark von Drummond Castle

Das Inventory of Gardens and Designed Landscapes in Scotland ist eine Auflistung von Parks, Gärten und Landschaftsgärten in Schottland, die historisch oder kulturell bedeutsam sind. Geführt wird sie seit 1987 von Historic Environment Scotland auf Basis des Ancient Monuments and Archaeological Areas Act 1979. Mit Stand Oktober 2023 sind es 412, der zu diesem Zeitpunkt neueste war ein Teil des Hazlehead Parks in Aberdeen.
Die ältesten dieser Anlagen stammen aus dem Mittelalter, die jüngsten aus dem 20. Jahrhundert. Von der Größe liegt der Umfang bis zu über 1000 Hektar. Strukturell gibt es unterschiedliche Anlagen: Die meisten sind rund um Schlösser oder Landhäuser entstanden. Bekannte Exemplare sind Hopetoun House in West Lothian, Culzean Castle in South Ayrshire und Haddo House in Aberdeenshire. Weitere bestehen in Form von Friedhöfen (so die Glasgow Necropolis), Botanischen Gärten wie der Royal Botanic Garden Edinburgh oder Sportanlagen wie der St Andrews Links. Mit der neuzeitlichen Entwicklung von Städten kamen dort Volksgärten hinzu.
Zweck der Liste ist die Bewahrung des kulturellen Erbes für Nachkommen. Hier besteht bei Planungen, die den jeweiligen Bereich betreffen, das Recht der Anhörung der Eigentümer. Zugleich können besondere Fördermittel für spezielle Veranstaltungen gewährt werden, die Zwecken der Information und der Bildung dienen. Dort befindliche Teile, die unter Denkmalschutz stehen, sind als Listed Building oder Scheduled Monument separat ausgewiesen.
In den anderen Landesteilen des Vereinigten Königreiches, deren Verwaltungen auf dieser Ebene für solche Fragen zuständig sind, gibt es diese vergleichbaren Auflistungen:
- In England das Register of Historic Parks and Gardens of Special Historic Interest in England von Historic England.
- In Nordirland das Register of Parks, Gardens and Demesnes of Special Historic Interest vom Department of Agriculture, Environment and Rural Affairs.
- In Wales das Cadw/ICOMOS Register of Parks and Gardens of Special Historic Interest in Wales von Cadw.